# Captain Fury
Captain Fury és una pel·lícula western estatunidenca de 1939 dirigida per Hal Roach. Està ambientada a l'Austràlia colonial com un dels pocs intents de Hollywood de representar la història d'Austràlia. 

## Argument
A la dècada de 1840, el capità Michael Fury és un patriota irlandès transportat a Nova Gal·les del Sud per la seva implicació política. És criat com a criat d'Arnold Trist, un cruel propietari d'una terra que utilitza els fuets per mantenir la disciplina. L'acompanyen els condemnats Blackie, Coughy i Bertie.
En Fury s'escapa de la presó i coneix la Jeannette Dupre, la filla de l'estricte menonita François Dupre. En Fury descobreix que en Trist està intentant expulsar els colons de la zona per fer-se càrrec de les seves terres.
Organitza els colons per prendre mesures contra Trist. Torna a la presó per reclutar condemnats per ajudar els colons. Els homes d'en Trist ataquen el ranxo d'en Bailey i en Fury, ajudat per Blackie, Coughy i Bertie, s'hi oposen.
La Jeanette comença a enamorar-se d'en Fury. El seu pare li prohibeix veure'l, així que fuig. En Dupre li diu a en Trist on es pot trobar en Fury però el treix i l'empresona. En Fury i els seus homes escapen per poc d'una emboscada dels homes d'en Trist.
La casa d'en Dupre és cremada i es descobreix un cos carbonitzat a les ruïnes. Fury és arrestat per l'assassinat d'en Dupre i condemnat a la forca. Tanmateix, Blackie escolta Dupre parlant des de la seva cel·la, el rescata i el presenta al governador.
Trist queda exposat. Intenta escapar, però és disparat per un Coughy moribund. El governador concedeix a Fury el perdó i posa a Blackie i Bertie sota la seva custòdia.

## Repartiment
- Brian Aherne com capità Michael Fury
- Victor McLaglen com Blackie
- Paul Lukas com François Dupre
- June Lang com Jeanette Dupre
- John Carradine com Coughy
- George Zucco com Arnold Trist
- Douglass Dumbrille com Preston
- Virginia Field com Mabel
- Charles B. Middleton com Mergon
- Lawrence Grossmith com governador
- Lumsden Hare com Mr. John Bailey
- Mary Gordon com Mrs. Bailey
- Claud Allister com Suco
- Will Stanton com Bertie Green
- Richard Alexander com guàrdia
- Rondo Hatton com convicte (sense acreditar)

## Producció

### Desenvolupament
El juny de 1938 es va anunciar que Roach faria una pel·lícula de la novel·la Robbery Under Arms, sobre el bushranger capità Starlight, protagonitzada per Brian Aherne i Margaret Sullavan. El llançament s'havia de fer a través de United Artists.
Aherne havia fer la pel·lícula com la segona en un acord de dues amb Roach, la primera sent Merrily We Live. Aherne va escriure més tard a les seves memòries que la novel·la que Roach volia adaptar era For the Term of His Natural Life. Aherne va dir que la seva nòmina era de 40.000 dòlars.
El juliol de 1938 es va anunciar que Roach havia abandonat els plans per fer Robbery Under Arms i, en canvi, rodaria Captain Midnight amb Aherne i Sullavan, dirigida per John G. Blystone. Geza Herczig i Jack Jevne estaven escrivint un guió, segons informa que "el paper principal és una variació de Captain Starlight a l'original". Els plans per fer Robbery Under Arms havien estat abandonats aparentment per por d'ofendre els australians. També pot haver-hi hagut un problema amb els drets de la novel·la, que eren propietat de Cinesound Productions. El guió final no es va basar en cap bushranger en particular. A l'octubre, Roach va anunciar que Norman McLeod dirigiria i Francine Bourdeaux interpretaria la protagonista femenina en lloc de Sullavan. Bourdeaux va ser finalment substituïda per June Lang i Roach es dirigiria ell mateix.
Joseph Calleia havia d'interpretar Coughy; va abandonar i va ser substituït per John Carradine, que va ser agafat de la 20th Century Studios. Es va informar que W. P. Lipscomb treballava en el guió.
El polític australià Sir Earle Page va visitar els estudis de Hal Roach l'agost de 1938 i va prometre ajudar a la pel·lícula enviant-hi alguns coales i eucaliptus.

### Rodatge
El rodatge es va retardar perquè June Lang tenia una gola infectada. Va tenir lloc prop de la platja de Malibu. Es van contractar quatre kookaburras al parc d'aus de l'illa de Catalina, però es van negar a riure durant el rodatge. Alguns treballs d'ubicació es van fer a l'illa de Santa Cruz.
Tant Brian Aherne com Victor McLaglen havien recorregut Austràlia amb espectacles escènics i estaven ansiosos perquè la pel·lícula fos el més precisa possible. Frank Baker, germà de Snowy Baker, va actuar com a assessor tècnic. Uns quants australians estaven al repartiment, inclosos Billy Bevan i Frank Hagney.
Aherne va dir que Hal Roach va improvisar la història "de dia a dia... donant-li diàlegs al repartiment del cap mentre avançava, línia per línia". Ahenre no estava acostumat a treballar d'aquesta manera, però diu que Roach sempre va ser educat amb ell ja que "No crec que hagi treballat mai amb actors legítims abans i està una mica admirat de mi".

## Estrena
La pel·lícula es va veure prèviament al pavelló australià de l'edifici de l'Imperi Britànic a la Fira Mundial de Nova York de 1939.

## Recepció
Aherne va escriure més tard que " Captain Fury em va semblar una tonteria tan gran que em va alegrar molt saber que Juarez em rescataria sortint al mateix temps. Bé, Juárez va resultar ser un fracàs de taquilla mentre Captain Fury millorava i va continuar jugant per tot el món durant molts anys amb innombrables reemissions per televisió".
Variety el va descriure com un "melodrama a l'aire lliure amb el format familiar de Robin Hood. Hi ha acció, pistoles, muntatge ràpid, atacs sorpresa, una mica de comèdia àmplia i uns quants tocs de romanç... La història i la direcció proporcionen un drama luxós inventat a l'estil antic. No hi ha cap desviament per a les subtileses o el desenvolupament dels personatges. El fil és un western familiar en la seva configuració, però el canvi d'ubicació al país forestal australià dona a la trama accidentada i fàcil de distingir una frescor que s'acceptarà generalment".
Los Angeles Times va dir que la pel·lícula "divertiria i entretindria al públic de primera qualitat". Una revisió posterior del mateix diari va criticar la direcció de Roach dient que "no ha après res i no s'ha oblidat res des dels primers dies de cinema de bufetades" i que "la trama és una caricatura de El capità Blood, l'única novetat és que Austràlia en lloc de les Índies Occidentals".
El New York Times ho va anomenar "un melodrama occidental divertidament passat de moda".
El crític de cinema contemporani Stephen Vagg ha escrit: "L'entorn australià no es posa realment en èmfasi, són només els colons immigrants habituals i el malvat baró de la terra que veuríeu al vell Oest".

### Premis
La pel·lícula va ser nominada a l'Oscar a la millor direcció artística per Charles D. Hall.